# Inklusives und exklusives Wir

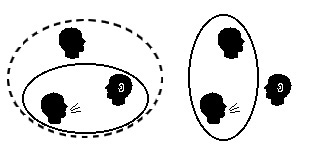
Inklusives Wir (links) und exklusives Wir (rechts)

Inklusives Wir und exklusives Wir bilden in vielen Sprachen der Welt eine grammatische Unterteilung der Mehrzahl der 1. Person. Hierbei wird unterschieden, ob die angesprochene Person (Adressat) eingeschlossen oder ausgeschlossen ist.
Das inklusive Wir ist ein Pronomen, das den Sprecher, den Angesprochenen und möglicherweise dritte Personen bezeichnet. Im Gegensatz dazu schließt das exklusive Wir den Angesprochenen aus, dritte Personen jedoch ein.
In den meisten europäischen Sprachen gibt es nur ein Pronomen für eine Gruppe, die den Sprecher einschließt. Dabei wird also nicht unterschieden, ob der Angesprochene eingeschlossen wird.

## Funktion
Im Deutschen kann man sagen: ‚Wir beide gehen ins Kino.‘ Sofern keine dritte Person dabei ist, ist eindeutig, dass nur der Sprecher (1) und der Adressat (2) gemeint sind und mögliche dritte Personen (3) ausgeschlossen sind. Ist jedoch eine dritte Person dabei, so ist mit "wir beide" der Adressat nicht direkt angesprochen, sondern der Sprecher meint damit "er selbst und die dritte Person, aber nicht den Adressaten": ‚Wir beide (meine Kollegin und ich) gehen ins Kino; kommst Du auch mit?‘.
Viele Sprachen haben ein duales Wir (grammatisch als 1+2 abgekürzt), das die Funktion von ‚wir beide‘ ausdrückt. Außerdem gibt es in vielen Sprachen auch eine Mehrzahl dieses ‚inklusiven Wirs‘ (1+2+3+...). Diese Form bezeichnet dann eine Gruppe, welche in jedem Fall den Sprecher (1) und den Adressaten (2) beinhaltet, aber auch noch beliebig viele dritte Personen.
Daraus ergibt sich folgendes Schema:
|                   | Singular | Dual | Plural    |
| ----------------- | -------- | ---- | --------- |
| 1. Person (exkl.) | 1        | 1+3  | 1+3+3+3+… |
| 1+2 (inkl.)       |          | 1+2  | 1+2+3+3+… |
| 2. Person         | 2        | 2+2  | 2+2+2+2+… |
| 3. Person         | 3        | 3+3  | 3+3+3+3+… |

Die Zelle von 1+2 und Singular kann logisch nicht gefüllt werden, da sich ein inklusives Pronomen immer mindestens auf zwei Personen bezieht (nämlich: ‚ich und du‘).
Ein Beispiel aus Walmajarri, das im Nordwesten Australiens gesprochen wird:
|                   | Singular        | Dual                          | Plural                                      |
| ----------------- | --------------- | ----------------------------- | ------------------------------------------- |
| 1. Person (exkl.) | ngayu (ich)     | ngayarra (ich + er/sie)       | nganimpa (ich + er/sie + er/sie + …)        |
| 1+2 (inkl.)       |                 | ngaliyarra (ich + du)         | ngalimpa (ich + du + er/sie + er/sie + …)   |
| 2. Person         | nyuntu (du)     | nyurrayarra (du + du)         | nyurrawarnti (du + du + du + …)             |
| 3. Person         | nyantu (er/sie) | nyantuyarra (er/sie + er/sie) | nyantuwarnti (er/sie + er/sie + er/sie + …) |

## Verbreitung
Die Unterscheidung zwischen inklusivem und exklusivem Wir ist nach einer Studie von Balthasar Bickel und Johanna Nichols (2005) in 40 Prozent der Sprachen der Welt nachgewiesen. Obwohl diese semantische Unterscheidung in Sprachen auf allen Kontinenten vertreten ist, bemerken Bickel und Nichols, dass sie sich am deutlichsten in der Gegend des pazifischen Rings finden lässt. Als pazifischen Ring bezeichnen sie Südostasien, Ozeanien und die Pazifikküste von Nord- und Südamerika. Am häufigsten sind inklusive Pronomen jedoch in den australischen und den südamerikanischen Sprachen zu finden. Bickel und Nichols führen diese Verteilung auf prähistorische Völkerwanderungen zurück.

## Beispiele

### Chinesisch
Im Hochchinesischen bezieht sich 咱们 (Pinyin: zánmen) immer auf alle anwesenden Personen (inklusiv). Das Pronomen 我们 (wǒmen)  hingegen bezieht sich entweder nur auf eine Personengruppe, zu der auch der Sprecher gehört (exklusiv), oder ebenfalls auf alle anwesenden (inklusiv); wǒmen 我们 ist also mehrdeutig.

### Malaiisch
Im Malaiischen ist das Pronomen kita inklusiv und kami exklusiv. Man könnte sagen: „Wir (kami – exkl.) gehen einkaufen, dann essen wir (kita – inkl.).“ Damit wäre klar, dass der Gast nicht zum Einkaufen mitkommt, aber zum Essen eingeladen ist. Eine Mehrdeutigkeit, ob der Gast eingeschlossen ist oder nicht, wie in europäischen Sprachen, ist nicht möglich.

### Tagalog
Als austronesische Sprache besitzt das Tagalog sowohl das inklusive Pronomen tāyō (Bay.: ᜆᜌᜓ) als auch das exklusive kamì (Bay.: ᜃᜋᜒ). Die dazugehörigen Possessivpronomina lauten nāmin (Bay.: ᜈᜋᜒ)  und nātin (Bay.: ᜈᜆᜒ). Ein singulares Wir, wie es in indogermanischen oder sinotibetischen Sprachen der Fall ist, gibt es nicht.

### Quechua
Quechua, eine indigene Sprache bzw. Gruppe eng verwandter Sprachen in Südamerika mit über 10 Millionen Sprechern, kennt das inklusive und exklusive Wir sowohl in allen Formen des Verbs und bei den Possessivsuffixen als auch beim Personalpronomen. So heißt es:
ñuqanchik: wir (und du auch, betont) – Plural inklusiv
ñuqayku: wir (aber du nicht, betont) – Plural exklusiv
rinchik: wir gehen (und du auch) – Plural inklusiv
riyku (oder riniku): wir gehen (aber du nicht) – Plural exklusiv
allqunchik: unser Hund (und deiner auch) – Plural inklusiv
allquyku: unser Hund (aber deiner nicht) – Plural exklusiv

### Cherokee
Cherokee, eine irokesische Sprache, die heute ca. 20 000 Sprecher vor allem in Oklahoma und North Carolina hat, unterscheidet konsequent auch im Verb zwischen beiden Formen des Wirs. Da es zudem einen Dual (Zweizahl) kennt, entsprechen den deutschen Wörtern wir gehen vier Formen:
inega: wir beide gehen (du und ich) – Dual inklusiv
osdega: wir beide gehen (aber du nicht) – Dual exklusiv
idega: wir (3 und mehr) gehen (und du auch) – Plural inklusiv
otsega: wir (3 und mehr) gehen (aber du nicht) – Plural exklusiv
Die Personen werden in dieser Sprache durch Vorsilben angegeben.

### Tamil
Auch das Tamil, die wichtigste Sprache Südindiens, kennt ein inklusives (nām) und ein exklusives (nāṅkaḷ) Wir. Jedoch spiegelt sich das nicht in den Personalendungen wider, obwohl Tamil sonst durchaus verschiedene Endungen für die Personen hat.
Daher sagt man nāṉ ceykiṟēṉ für "ich mache", nī ceykiṟāy für "du machst", aber: nām ceykiṟōm für "wir machen (und Du machst auch mit)" und nāṅkaḷ ceykiṟōm für "wir machen (und Du machst nicht mit)".

## Verschiedene Typen
Man unterscheidet absolute von relativen Numerussystemen.
Das oben erwähnte Schema arbeitet mit absoluten Numeruskategorien, d. h., alle Formen in der Spalte ‚Dual‘ sprechen immer von 2 Menschen. Es gibt außerdem noch Sprachen, die neben dem Dual eine Trialform haben (z. B. Wunambal, das an der Küste von Nordwest-Australien gesprochen wird). Alle Formen in der Trial-Spalte sprechen dann in jedem Fall von drei Menschen.
Es gibt jedoch auch Pronomensysteme, die ihre Numeruskategorien relativ ermitteln. Hier wird die Anzahl der angesprochenen Menschen relativ zur minimalen Gruppe der jeweiligen Personenkategorie ermittelt (1., 1+2., 2. oder 3. Person).
|                   | Minimal | Unit-Augmented | Augmented |
| ----------------- | ------- | -------------- | --------- |
| 1. Person (exkl.) | 1       | 1+3            | 1+3+3+3+… |
| 1+2 (inkl.)       | 1+2     | 1+2+3          | 1+2+3+3+… |
| 2. Person         | 2       | 2+2            | 2+2+2+2+… |
| 3. Person         | 3       | 3+3            | 3+3+3+3+… |

Im Gegensatz zum absoluten System (das Schema unter Funktion) kann im relativen System die erste Zelle für die inklusive Person (1+2) gefüllt werden, nämlich mit der minimalen Gruppe der inklusiven Person, also ‚ich und du‘. Die Bezeichnungen Singular, Dual und Plural werden mit Minimal ('kleinste Gruppe'), Unit-Augmented ('um 1 erweitert') und Augmented ('um 1+X erweitert') ersetzt. Das erscheint erstmal unlogisch und unklar. Die folgenden beiden Tabellen zeigen jedoch, wie man eine Sprache mit relativem System falsch analysiert (erste Tabelle) und wie man sie richtig analysiert (zweite Tabelle). Die Sprache hier ist Ngandi. Sie wird im südwestlichen Arnhem-Land im Norden Australiens gesprochen.
|                   | Singular | Dual      | Trial       | Plural     |
| ----------------- | -------- | --------- | ----------- | ---------- |
| 1. Person (exkl.) | ngaya    | nyowo-rni |             | nye-rr     |
| 1+2 (inkl.)       |          | nyaka     | ngorrko-rni | ngorrko-rr |
| 2. Person         | nugan    | nuka-rni  |             | nuka-rr    |
| 3. Person         | niwan    | bowo-rni  |             | ba-wan     |

Es ist hier eindeutig zu erkennen, dass die Analyse in die Irre führt. Einerseits ist die Numeruskategorie Trial nur für die inklusive Person relevant und nicht für die 1., 2. und 3. Person. Andererseits signalisieren die Endungen, wohin die Formen eigentlich gehören. Die Endung -rni verweist deshalb eindeutig auf die Numeruskategorie Dual, obwohl in der inklusiven Person mit dieser Endung drei Menschen gemeint sind. Das bedeutet, dass -rni sagt: „erhöhe um 1“. Also in der 1. Person, 2. Person und 3. Person sind 2 Menschen gemeint. In der inklusiven Person führt diese ‚Erhöhung um 1‘ zu 3 Menschen. Deswegen ist ein relatives Numerussystem sinnvoll.
|                   | Minimal | Unit-Augmented | Augmented  |
| ----------------- | ------- | -------------- | ---------- |
| 1. Person (exkl.) | ngaya   | nyowo-rni      | nye-rr     |
| 1+2 (inkl.)       | nyaka   | ngorrko-rni    | ngorrko-rr |
| 2. Person         | nugan   | nuka-rni       | nuka-rr    |
| 3. Person         | niwan   | bowo-rni       | ba-wan     |

Es wird aus der zweiten Analyse ersichtlich, dass die inklusive Personenkategorie in einem relativen Numerussystem genauso behandelt wird wie die 1. Person, 2. Person und 3. Person. Also wird die kleinste Gruppe der inklusiven Person (ich und du) wie ein Singular in den anderen Personen behandelt.